# RPG Maker
RPG Maker és un programa que permet crear videojocs de rol sense programar en 2D, que utilitza Ruby, un llenguatge de guions totalment orientat a objectes. Està molt orientat al tractament de fitxers i pel manteniment del sistema. És simple, extensible i portable.
Els scripts són una sèrie de comandaments i ordres informàtiques sota un llenguatge de programació (en aquest cas Ruby), és a dir, els scripts són "el cervell" de l'RPG Maker. Aquestes són les limitacions que té: 
- No es poden utilitzar vídeos
- No es poden utilitzar batalles animades, és a dir, ni l'enemic ni els personatges es mouen en batalla, només les animacions dels atacs i les habilitats.
- No es poden posar cares en les converses.

## Programació

### Els esdeveniments
RPG Maker funciona amb esdeveniments (o events). Un event inclou les condicions d'aparició, el detonant d'inici, el gràfic, les característiques de moviment, i finalment les accions d'un element.
Les accions poden ser, per exemple: "Mostrar missatge", "Moure event", "Canviar els diners" i molts més. RPG Maker inclou una llarga llista d'accions. Un engine són un seguit d'accions que interaccionen entre elles i creen un motor, com per exemple saltar, córrer, menú personalitzat i molt més.

### La base de dades
La base de dades és una secció ben estructurada, fàcil i intuïtivament modelable, on s'emmagatzema tota la informació del joc, és a dir, herois, poders, armes, gràfics...

### ElsTileSetsoChipsetsi els mapes
Els TileSets i Chipsets són un conjunt de Tiles, quadradets de 32x32 (a RPG Maker XP), i de 24x24 (a RPG Maker 2003/2000). Els Tiles es poden ajuntar de diverses maneres, mitjançant les diverses capes per fer mapes.
Els mapes s'organitzen per capes. A RPG Maker 95 i a Sim, només hi havia una capa de gràfics. A 2003/2000 n'hi havia dues, amb diferents gràfics per cada capa i, finalment, a RPG Maker XP n'hi ha 3, amb els mateixos gràfics en cada capa, tot i que cal deixar clar que 2000/2003 només tenia 5 TileSets i, per tant, havia de cobrir gràfics d'interior i exterior, mentre que a XP n'hi ha molts més. Els Tilesets i/o Chipsets se'ls pot crear un mateix.

### Gestor d'arxius
És un apartat on es poden importar gràfics, músiques, i tots els recursos en general per a RPG Maker. Els recursos originals, els que venen predeterminats amb RPG Maker, s'anomenen RTP (RGGS RTP a RPG Maker XP).

## Recursos
Alguns dels recursos més importants de RPG Maker són:
- Charas (abreviatura de Character): són els gràfics del personatge, caminant en les 4 direccions. Les imatges d'icona dels ninots.
- TileSet (o Chipset): Són els gràfics que es fan servir per a crear el mapa.
- Animacions: Són els paquets de gràfics que es fan servir en les animacions dels atacs i màgies.
- Sons i músiques: Serveixen per a donar ambientació al joc.
- Battlebacks: Són les imatges de fons en les batalles.
- Windowskins: Són els gràfics que determinen com seran les finestres, com ara la d'inici de joc.
- Battletheres: Fons de batalla.
- Icones: Dibuixos petits que assenyalen quin tipus de coses són.
- Editor de mapes: Són els camps creats per una persona amb els TitleSets, que després és per on anirà el protagonista.
- Editor d'esdeveniments: És el que altera el joc, les lluites dels caràcters, etc. També les opcions del joc.
- Editor de combats: És el menú on s'editen els grups de monstres, els esdeveniments que poden aparèixer, etc.

## Versions
- RPG maker 95: Fou la primera versió, amb una funcionalitat força limitada.
- Sim RPG maker 95: Una nova versió, que ja inclogué algunes opcions més.
- RPG Maker 2000/PRO: Versió que incorporà la base de dades, una secció ben estructurada que contenia tota la informació del joc (armes, personatges, màgies, menús, etc.), i totalment modificable.
- RPG Maker 2003: Nova versió que per alguns usuaris va quedar molt per sota de les expectatives, però que incorporà una base de dades més extensa.
- RPG Maker XP: La més recent de les versions, que reduí la Base de Dades en les seccions de menús, però que incorporà l'editor de scripts, totalment modificable, i pel qual es podien crear menús o sistemes de batalla personalitzats (tot i que amb events també es podia fer anteriorment). RPG Maker XP utilitza Ruby, proporcionant capacitats de programació. A més, RPG Maker XP treballa a major resolució gràfica que RPG Maker 2000 i 2003. A RPG Maker XP es poden editar totes les opcions, ja que es pot modificar canviant els scripts.
- RPG Maker VX: Aquesta versió treballa amb millor resolució gràfica i a més l'aspecte és més net.
- RPG Maker MV: Aquesta versió incorpora suport de javascript per crear videojocs més complexes, distribució multi-plataforma i suport per a Mac, a més una sèrie d'afegits per donar més opcions al creador.[1]